# 矢沢心
矢沢 心（やざわ しん、1981年3月16日 - ）は、日本の女優、タレント。東京都田無市（現・西東京市）出身。ジャパン・ミュージックエンターテインメント（イー・コンセプト）所属。夫はK-1選手の魔裟斗。

## 略歴
田無市立（現・西東京市）柳沢小学校出身。福岡市立松崎中学校、私立博多高等学校から千葉県立船橋法典高等学校へ転入して卒業。
東京都田無市（現・西東京市）で生まれ育ったが、小学校高学年の頃から福岡県福岡市に数年間住んでいた。福岡市の高校から千葉県船橋市の高校に転入し、ギャル系雑誌『egg』の読者モデルになる。その後、福岡から再度上京し、芸能界デビューを果たす。
1997年、映画『バウンス ko GALS』のオーディションに合格して女優デビュー。
2002年1月〜6月までテレビ東京で自身の冠番組『YAZAWA魂』が放送された。
2004年公開の映画『すくらんぶる・ハーツ』で初主演を務めた。
10代後半の頃、友人の運転する車がK-1選手の魔裟斗の家の裏で故障して走行不能に陥ってしまったため、友人が知り合いの魔裟斗に連絡をすると駆け付けてくれた。この出来事がきっかけで魔裟斗と連絡を取り合ったり一緒に出かけるようになり、その後付き合ってから1年くらい経った頃に同棲を開始した。
2007年2月11日、かねてより交際が報じられていた魔裟斗と6年間の交際、5年間の同棲を経て入籍。結婚会見は2月13日。
2008年4月20日、都内のホテルで結婚披露宴を行った。
2012年6月22日、4年間の不妊治療を経て、第1子女児を出産。
2014年9月27日、第2子女児を出産。
2019年1月8日、第3子男児を出産。

## 人物
- 筋肉の発達した身体をしている[11]。
- GLAYのファンである。
- 小池栄子とは高校時代からの親友であり、テレビドラマ『ナオミ』・『山おんな壁おんな』、映画『下妻物語』で共演している。

## 出演

### 映画
- バウンス ko GALS（1997年） - マル 役
- 好き〜テンカウント（2000年）
- スリ（2000年）
- 6週間〜プライベートモーメント（2001年）
- ナマタマゴ（2002年）
- 山の中の忘れ物（2003年） - 美穂 役
- 偶然にも最悪な少年（2003年） - カネシロナナコ 役
- 犬と歩けば チロリとタムラ（2004年） - 犬を捨てる女 役
- 下妻物語（2004年） - ミコ 役
- すくらんぶる・ハーツ〜恋のソナタ〜（2004年） - 主演・倉田曜子 役
- Dreamer's High（2004年、ネット配信映画） - 主演・辻依子 役
- GACHAPON!（2004年） - 相原ユカ 役
- 鉄人28号（2005年） - レポーター 役
- タナカヒロシのすべて（2005年） - デリバリー嬢 役
- 疾走（2005年） - エリの母 役
- 水霊 ミズチ（2006年） - 目黒彩 役
- The焼肉ムービー プルコギ（2007年） - トラオの料理アシスタント 役
- 歌謡曲だよ、人生は 第7話「いとしのマックス／マックス・ア・ゴーゴー 」（2007年） - 横田 役
- マリッジリング（2007年） - 太田康代 役
- 魁!!男塾（2008年） - 車の美女 役
- さんかく（2010年） - 栗田 役

### テレビドラマ
- 恋の片道切符 第1話（1997年10月15日、日本テレビ）
- はみだし刑事情熱系PART2 第6話（1997年11月19日、テレビ朝日） - 山下理子 役
- 立入禁止 STAFF ONLY 第16話（1998年2月、フジテレビ） - 安達舞 役
- Shin-D『史上最悪のファミリー』（1998年4月 - 6月、日本テレビ） - 立花キクコ 役
- 神様、もう少しだけ（1998年7月 - 9月、フジテレビ） - 織田麻美 役
- BOYS BE…Jr. 第7話（1998年11月、日本テレビ）
- なっちゃん家 第11話「なっちゃん家のおじさん」（1998年12月12日、テレビ朝日）
- 救命病棟24時 第3話（1999年1月19日、フジテレビ） - 布施なつみ 役
- 天然少女萬（1999年2月、WOWOW） - 彩花 役
- ナオミ（1999年4月 - 6月、フジテレビ） - 杉尾美歩 役
- こわい童話〜親ゆび姫〜（1999年9月 - 10月、TBS）
- TEAM 第5話（1999年11月10日、フジテレビ） - 杉野愛子 役
- 平成夫婦茶碗〜ドケチの花道〜（2000年1月 - 3月、日本テレビ） - 成田香織 役
  - 平成夫婦茶碗外伝「成田家の人々」（2000年11月）
  - 平成夫婦茶碗スペシャル〜お母さんは風になった…（2000年12月19日）
  - 続・平成夫婦茶碗（2002年1月 - 3月）
- 池袋ウエストゲートパーク（2000年4月 - 6月、TBS） - 橋本千秋 役
  - 池袋ウエストゲートパークスープの回（2003年3月28日）
- オヤジぃ。（2000年10月 - 12月、TBS） - すみか 役
- 新宿暴走救急隊（2000年10月 - 12月、日本テレビ） - 三枝恵 役
- お前の諭吉が泣いている（2001年1月 - 3月、テレビ朝日） - 森もも（ケーちゃん）役
- 新・お水の花道（2001年4月 - 6月、フジテレビ） - 菜々子 役
- 傷だらけのラブソング（2001年10月 - 12月、フジテレビ） - 田代美紀 役
- 土曜ワイド劇場『鬼子母神』（2001年、テレビ朝日） - 宮内美子 役
- D-TODAY『恋愛裁判』 第4話（2001年11月30日、日本テレビ） - 梅園まどか 役
- ナンバーワン（2001年12月27日、TBS） - 小春 役
- 探偵家族 第1話（2002年7月13日、日本テレビ） - 藤村さやか 役
- ダブルスコア 第1・2話（2002年10月8・15日、フジテレビ） - 江田麻希 役
- ママの遺伝子（2002年10月 - 12月、TBS） - 植島彩 役
- ホーム&アウェイ 第7話（2002年11月18日、フジテレビ） - アケミ 役
- 彼女たちのクリスマス イブの夜に贈る4人の女性の物語「anti-Xmas girl」（2002年12月18日、関西テレビ）
- よい子の味方 〜新米保育士物語〜（2003年1月 - 3月、日本テレビ） - 小島かおる 役
- コスメティック（2003年6月28日、WOWOW） - 田口久美 役
- ほんとにあった怖い話スペシャル3「死者のプロポーズ」（2003年9月、フジテレビ） - 土屋麻美 役
- エ・アロール 第10話（2003年12月11日、TBS）
- 緊急報道ドラマスペシャル オウムvs警察 史上最大の作戦（2004年2月24日、日本テレビ）
- ディビジョン1『勝負下着』（2004年4月 - 5月、フジテレビ） - 沢木絵美 役
- 劇団演技者。『雨が来る』（2004年5月 - 6月、フジテレビ） - 美紀 役
- マザー&ラヴァー（2004年10月 - 12月、フジテレビ） - 神野麻衣子 役
- 忠臣蔵  第9話（2004年12月13日、テレビ朝日） - お杉 役
- 溺れる人（2005年3月1日、日本テレビ）
- 金曜時代劇 → 木曜時代劇（NHK総合）
  - 柳生十兵衛 七番勝負 第3話（2005年4月） - うめ 役
  - 慶次郎縁側日記3 第5話（2006年11月9日） -おしな 役
- 名奉行！大岡越前 第6話（2005年5月23日、テレビ朝日） - おせい 役
- 雨と夢のあとに 第7話（2005年5月27日、テレビ朝日） - 瑠璃子 役
- 離婚弁護士II ハンサムウーマン 第9話（2005年6月14日、フジテレビ） - 魚住恵梨香 役
- 30minutes鬼 #2（2005年7月14日、テレビ東京）
- 日本の歴史「テレビドラマ 坂本龍馬」（2005年9月、フジテレビ） - お龍 役
- ドラゴン桜（2005年7月 - 9月、TBS） - 山本希美 役
- バリューナイトフィーバー『いい男はマーケティングで見つかる』（2005年11月19日・26日、日本テレビ） - 江藤あおい 役
- 神はサイコロを振らない（2006年1月 - 3月、日本テレビ） - 霧島藍 役
- 水曜ミステリー9（テレビ東京）
  - ブランド刑事 予備鑑定捜査員 桐原真実』1（2006年1月18日） - 花咲紅葉 役
  - 指紋捜査官・塚原宇平の神業2（2006年10月15日） - 坂本千里 役
- 7人の女弁護士 第8話（2006年6月1日、テレビ朝日） - 中野瑞枝 役
- 銭華 〜銀座ホステス株バトル〜（2006年6月20日、日本テレビ） - 松原栄子 役
- 誰よりもママを愛す 第1話（2006年7月2日、TBS）
- 嫌われ松子の一生 第3章（2006年10月26日、TBSテレビ） - 川尻悦子 役
- 浅草ふくまる旅館 第8話（2007年2月26日、TBS） - 狭山博子
- 波のロード（2007年3月21日、テレビ東京）
- くうねるところすむところ〜恋するニッカボッカ・ガール〜（2007年4月10日、関西テレビ） - 遠山亮子 役
- 帰ってきた時効警察 第2話（2007年4月20日、テレビ朝日） - 楓 役
- なんこめ満腹物語（2007年6月29日、ABC） - 阿部マリ 役
- 山おんな壁おんな（2007年7月 - 9月、フジテレビ） - 豊川みさと 役
- 斉藤さん（2008年1月 - 3月、日本テレビ） - 中村久美 役
- おちゃべり 第1話（2009年3月2日、TBS） - 山崎美保 役
- 怨み屋本舗REBOOT 第3話 地獄の姉弟（前編）（2009年8月7日、テレビ東京）
- JNN50周年記念ドラマ 天国で君に逢えたら （2009年9月24日、TBS） - 清水仁美 役
- 明日の光をつかめ（2010年、東海テレビ） - 北山有里 役
  - 明日の光をつかめ2（2011年）
  - 明日の光をつかめ -2013 夏- 第23話（2013年）
- ホタルノヒカリ2 第1話（2010年7月7日、日本テレビ） - ビデオ屋店員と話してた女A 役
- 探偵倶楽部（2010年10月22日、フジテレビ） - 黒川みちる 役
- 黄金の豚-会計検査庁 特別調査課-（2010年10月 - 12月、日本テレビ） - 梅ちゃん 役
- Dr.伊良部一郎 第6話（2011年3月6日、テレビ朝日） - 松本恵理 役
- ラストマネー -愛の値段-（2011年9月 - 10月、NHK） - 神部みどり 役
- プラチナエイジ（2015年5月、東海テレビ） - 大里早紀 役
- コウノドリ 第2シリーズ 第5話（2017年11月10日、TBS） - 七村ひかる 役
- 俺の家の話 第8話（2021年3月12日、TBS） - 看護師（特別ゲスト） 役[12]

### 配信ドラマ
- 神児遊助のげんきのでる恋 第10話（2009年9月1日、BeeTV）
- 女神のイタズラ〜キミになったボク〜（2011年3月20日、BeeTV） - 神田貴子 役
- 離婚しようよ（2023年6月22日配信、全9話、Netflix） - 想田由衣 役[13]

### 舞台
- 米米CLUB演劇部『私がオバさんになってる!?』（2006年12月26日 - 30日、東京芸術劇場 中ホール）

### バラエティ・情報番組
- YAZAWA魂（2002年1月 - 6月、テレビ東京）自身の冠番組
- 森田一義アワー 笑っていいとも！（2002年4月 - 2003年3月、フジテレビ）金曜日・火曜日隔週レギュラー
- はなまるマーケット（2008年4月 - 2010年3月、TBS）金曜日レギュラー
- PON！（2016年4月 - 2017年3月、日本テレビ）月曜日レギュラー[14]
- めざまし8（2021年4月 - 2025年3月、フジテレビ）コメンテーター

### ラジオ
- Reco（2005年11月、TOKYO FM） - マンスリーアシスタント
- 青春アドベンチャー　ラジオドラマ「５つの贈りもの」（2005年12月12日 - 16日、NHK-FM）[15] ※オムニバス
  - 第3話『大きな星』（2005年12月14日） - ママ 役[16]
  - 第4話『たからもの』（2005年12月15日） - ジェーン・スコット 役[17]
- FMシアター　ラジオドラマ「夕凪の街 桜の国」（2006年8月5日、NHK-FM） - 利根東子 役[18]
- FMシアター　ラジオドラマ「ガロの故郷」（2007年2月17日、NHK-FM） - 唯 役[19]
- 笑顔のミナモト（2015年10月1日 - 2018年9月24日、ニッポン放送） - パーソナリティ

### ゲーム
- ユーラシアエクスプレス殺人事件（1998年） - 江東ユリ 役

### CM
- 東京総合信用株式会社『TOSOSIN』
- NTTパーソナル『ドラえホン』
- 日本コカ・コーラ『キュン』
- KDDI『au パシャパ』

## 書籍
- ココロノしん―Shin Yazawa Listen to my story（グラビア付エッセイ 2002年8月1日 彩文館出版）ISBN 978-4-91611-584-3
- 矢沢心の簡単&ヘルシー★レシピ（2009年4月23日　INFASパブリケーションズ）ISBN　978-4-90078-583-0
- ベビ待ちゴコロの支え方―あきらめない妊活、31のコツ（主婦の友社 2013年1月17日）ISBN　978-4-07286-775-4
- 『夫婦で歩んだ不妊治療　あきらめなかった4年間』（日経BP 2018年2月8日）魔裟斗と共同制作 ISBN　978-4-82225-774-3